# Néstor Guillermo Álvarez
Néstor Guillermo Álvarez (nació el 24 de junio de 1986 en la provincia de Jujuy) Es un ex atleta argentino de las artes marciales forjado en el Taekwondo, Full Contact y Point Figthing de la Modalidad Sports Martial Arts que ha logrado colgarse Múltiples medallas doradas, de plata y de bronce en mundiales de Artes Marciales Deportivas, oficialmente reconocido por la World Martial Arts Organization WMAO. Es el poseedor actual de tres récords mundiales en rotura deportiva, también llamada modalidad Power Breaking, reconocido por la OWR.
Debutó en la Modalidad Artes Marciales Deportivas en el Mundial realizado en Lima Perú en el año 2013 obteniendo grandes resultados participando en un total de 5 mundiales de diferentes organismos desde el año 2013 hasta el año 2016 donde se retira definitivamente de las competencias siendo la última en Buenos Aries.
En el año 2017 se dedicaría plenamente al Power Breaking para lograr su objetivo de superar e instaurar tres récords que el posee de roturas siendo su especialidad la rotura de cualquier botella de vidrio sin importar su espesor o tamaño. Ese mismo año, debido a lo logrado, sería llamado por el mismo TUSAM para formar parte de su escuadra de SÚPER HUMANOS haciendo su aparición en el Programa Morfi de TELEFE, después en Canal 13 y realizando otras demostraciones más por diferentes puntos de Buenos Aires.
Es el artista marcial con más reconocimientos obtenidos en su provincia por todo lo acontecido; entre ellos se puede nombrar: premio San Salvador, premio San Francisco de Asís, medalla de gobernación, medalla de consejo deliberante, cuadro honorífico de municipalidad, entre otros más que se podría nombrar. 

## Biografía
Guillermo comenzó a practicar taekwondo desde muy chico le gustaron las artes marciales y los deportes de combate, estudio Lic. en Criminalística en la Universidad Católica de Salta y actualmente posee varios estudios en la rama de la electrónica e informática su primer logro lo obtiene ganando la medalla de oro en los juegos trasandinos que en aquel tiempo se realizaba en Puno Perú siendo la primera vez que el taekwondo tendría lugar y debutaría oficialmente como deporte en dicho evento. Padeció bajo el Instructorado durante 6 años del aquel entonces Maestro de taekwondo wtf Ramón Ruiz, tiempo después se apartaría de su instrucción por alguna razón o circunstancia que se desconoce desapareciendo de las competencias por más de 4 años y reapareciendo en el año 2010; de ahí en más, solamente dependería de él mismo, participando en torneos y competencias de "SMA" Sports Martial Arts. Actualmente está bajo la filiación de la OMAM (Organización Mundial de Artes Marciales) siendo su superior el estadounidense Julio Mora Vicuña 9 Dan de Taekwondo WTF.

## Títulos nacionales e internacionales
Entre los más destacados títulos:
- Medalla de oro en los Juegos judejut 2004 en Puno Perú el taekwondo debutaba como deporte oficial.
- Medalla de oro en el Campeonato Sudamericano de Taekwondo Argentina 2006.
- Medalla de oro y plata Campeonato Panamericano de Artes Marciales 2006 Chile.
- Cuádruple medalla de oro en el Suramericano de Bolivia 2013.
- Mundial de la OMAM Lima, Perú 2013 Obteniendo dos medallas de Oro y dos medallas de Plata.
- Mundial de la WTKA dos medallas doradas Buenos Aires año 2014.
- Mundial de la UMA Dos medallas doradas y una plateada Buenos Aires año 2014.
- Mundial de la WNRT Cuatro Medallas doradas y una plateada Buenos Aires año 2014.
- Mundial de la UIAMA Dos medallas doradas y una de bronce año 2014.
- Mundial de la IMAT Dos medallas doradas una plateada y una de bronce año 2014.
- Panamericano de la OTAM tres medallas doradas año 2015 en Uruguay.
- Poseedor de tres récords mundiales en rotura reconocido por la OWR de España año 2018.

## Actualidad
Guillermo Álvarez actualmente es integrante del seleccionado de la OMAM World junto a otros grandes integrantes.